# Гуфран
Мечеть «Гуфран» (башк. «Ғофран» мәсете, від араб. غفران‎ — прощення) — мусульманська релігійна організація в Уфі (Республіка Башкортостан). Розташована у Ленінському районі міста на території закритого Мусульманського кладовища.

## Історія
Мусульманське кладовище на березі річки Білої з'явилося наприкінці ХІХ ст. і вперше відзначено на картах у 1897 р. Площа кладовища розширена в 1904 р., а в 1909 р. тут з'явилася дерев'яна двоповерхова мечеть, яка стала називатися П'ятою соборною мечеттю. Знищена під час пожежі 1960 р. і була знесена.
Нова мечеть відкрита в 1994 р. і отримала назву «Гуфран», що з арабської мови перекладається як «прощення». Будівництво мечеті йшло на приватні кошти уфимских благодійників — концерну «Планета», «Соцінвестбанку» і підприємства «Сентябрь». Архітектором мечеті виступив Ільдар Сабітов. Першим імам-хатібом мечеті був Галі-хазрат Хасанов.
Нині «Гуфран» — проста і невелика цвинтарна мечеть, в якій проводяться похоронні обряди, святкування мусульманських свят та ін. При мечеті працюють дитячі недільні школи з вивчення Корану і основ ісламу, а влітку — табір. П'ятничні молитви синхронно перекладаються з татарської мови на російську. До дня народження пророка Мухаммеда в мечеті проводять конкурс читців Корану серед дітей, організовують культурно-розважальну програму для гостей і традиційні плов з чаюванням.
З 2008 р. імам-хатібом мечеті «Гуфран» є Нух-хазрат Хасанов, брат попереднього імам-хатіба.
Планується будівництво мінарету мечеті, а пізніше — медресе і магазину халяльних продуктів.